# إسرائيل بوتنام
إسرائيل بوتنام (بالإنجليزية:Israel Putnam) عسكري أمريكي معروف، ولد في 7 يناير 1718 ، وتوفي في 29 مايو 1790 ، كان ضابط في الجيش البريطاني خلال الحرب الفرنسية والهندية ، شارك في حرب الاستقلال الأمريكية ضد الإمبراطورية البريطانية في الولايات المتحدة ، ويعد واحد من أعظم المحاربين الأمريكيين في تاريخ الولايات المتحدة.

## روابط خارجية
- إسرائيل بوتنام على موقع الموسوعة البريطانية (الإنجليزية)
- إسرائيل بوتنام على موقع إن إن دي بي (الإنجليزية)